# Abri de la Hoya de los Navarejos V
L' Abri de la Hoya de los Navarejos V est un abri sous roche situé dans la commune de Tormón, comarque de Comunidad de Teruel dans la province de Teruel,.
Il contient des peintures rupestres de thèmes variés de l'art levantin, d'Art schématique ibérique et de gravures, faisant partie de l'ensemble de l'Art rupestre du bassin méditerranéen de la péninsule Ibérique déclaré patrimoine mondial par l'UNESCO en 1998 (réf. 874-...).
Il appartient au groupe d'abris sous roche de la Ruta de Arte Rupestre de Tormón, dans le parc culturel d'Albarracín.

## Découverte et localisation

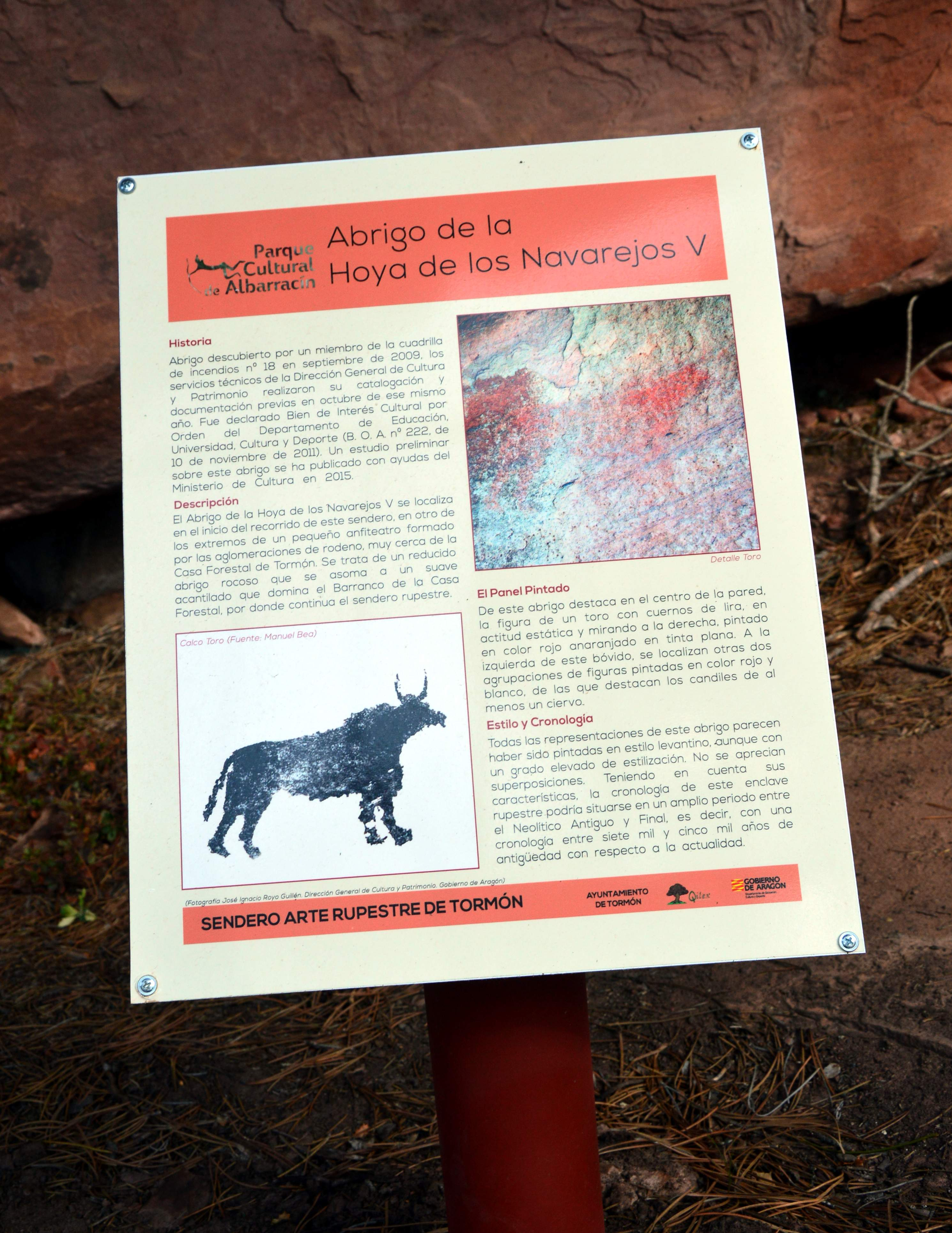
Panneau de l'abri de la Hoya de los Navarejos I

Découvert par un membre de l'équipe de pompiers n°18 (Ricardo Canet) - en septembre 2009 - : les services techniques de la Direction générale de la culture et du patrimoine du Gouvernement d'Aragon ont réalisé les travaux antérieurs de catalogage et de documentation à son déclaration comme Bien d’Intérêt Culturel (BIC).
Cependant, jusqu'à son étude et sa publication (M. Bea et J. Angás, 2015), le refuge est resté inédit.
L'abri, datant entre le Néolithique ancien et supérieur (7000-5000 av. J.-C.), est situé dans la zone sud de la montagne El Rodeno à environ 140 m de l'abri de la Hoya de los Navarejos I. Son entrée est recouvert d'un surplomb en pierre et se trouve protégée par une grille en fer.

## Description
La fresque se trouve sur une surface lisse, dans la partie le plus protégée de la cavité. elle a été affectée par d'importantes altérations du support - ceci a entraîné la disparition de la plupart des représentations - : le détachement des plaques se poursuit, menaçant la survie des quelques vestiges qui subsistent.
Dans le secteur le plus détérioré de la fresque, deux groupes picturaux ont été identifiés : celui du haut avec des personnages peints en blanc et celui du bas (correspondant à des restes de bois de cerf) en rouge .
Jusqu'à 11 motifs picturaux ont été documentés (dont des restes non identifiés et des lignes linéaires rouge foncé), dont la description est la suivante :

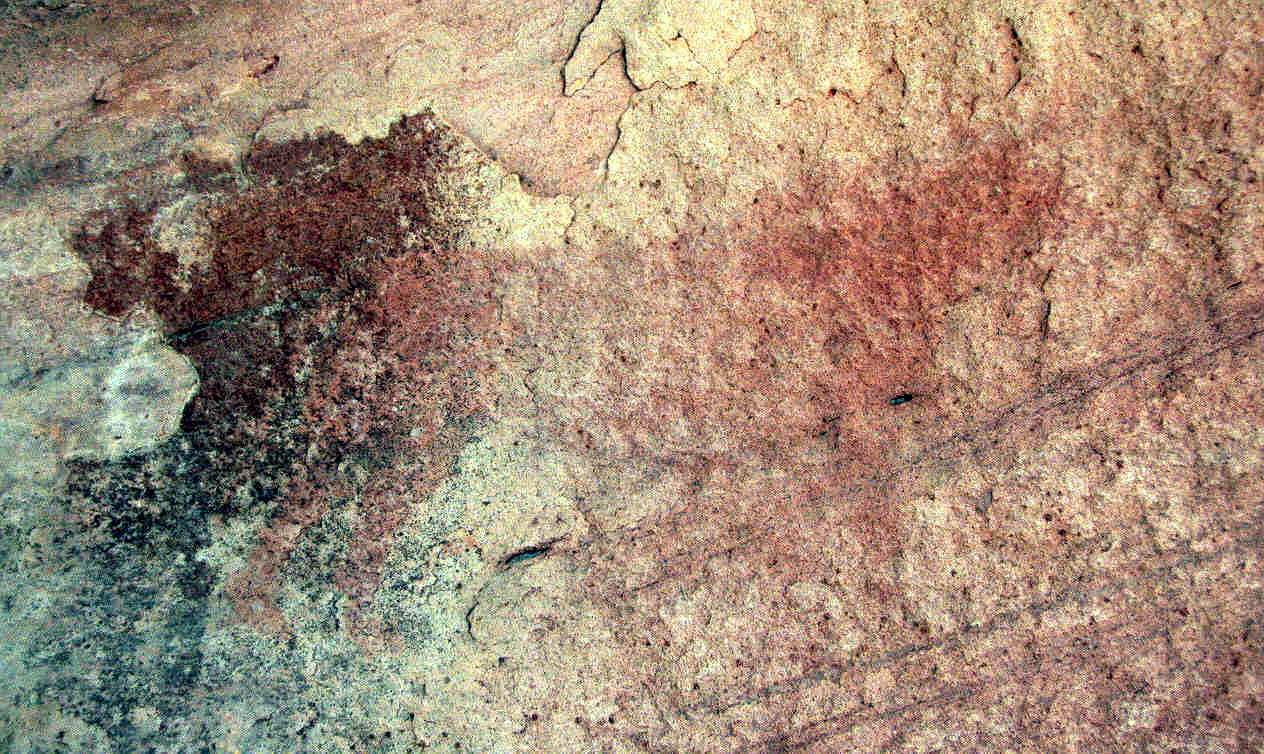
Taureau rouge

Motif 1 : taureau rouge statique tourné vers la droite, d'aspect rugueux (mauvaise dessin), avec des cornes en forme de lyre ; Il se situe au centre du panneau décoré et constitue le motif pictural principal de l'ensemble.
Motifs 2, 3 et 4 : restes non identifiés, situés à gauche du Motif 1 ; Il s'agit de restes mal définis et peints dans des tons blanchâtres ; Le reste plus grand évoque la jambe et le pied d'un anthropomorphe.
Motif 5 : trait linéaire horizontal dans les tons rouge foncé.
Motif 6 : traits linéaires rouge foncé, compatibles avec les restes de bois d'un cerf mâle adulte.
Motif 7 : ligne linéaire rouge foncé, à développement diagonal descendant vers la gauche, compatible avec les restes de la patte avant d'un cerf.
Motif 8 : ligne linéaire rouge foncé, à développement diagonal descendant vers la droite, compatible avec la patte d'un cerf.
Motif 9 et 10 : traits dans les tons rouges en mauvais état, compatibles avec les bois d'un grand cerf tourné vers la droite ; De par ses dimensions et son naturalisme, il évoque le cerf de l'Abrigo del Prao Medias.
Motif 11 : restes diffus dans les tons rouges, compatibles avec la tête du cerf correspondant aux motifs précédents (9 et 10).